# Liang Xiaoyu
Liang Xiaoyu (* 11 de gener de 1996 a Nanjing) és una esportista singapuresa que competeix en bàdminton en la categoria individual.